# 约瑟夫·汉森 (赛艇运动员)
约瑟夫·汉森（英語：Joseph Hansen；1979年8月13日—），美国男子赛艇运动员。他曾代表美国参加2004年夏季奥林匹克运动会赛艇比赛，获得男子八人单桨有舵手金牌。